# Никольское (Вольский район)
Никольское — село в Вольском районе Саратовской области России. Входит в состав Кряжимского муниципального образования. Основано на рубеже XVIII—XIX веков. С районным центром Никольское связано асфальтированной дорогой, ближайшие железнодорожные станции – Кряжим и Чернавка.

## История
Русская владельческая деревня Никольская (Николаевская, Дерябовка, Дулябовка), современное Никольское, была основана в конце XVIII века. Первые жители были выселены помещиком из Черкасского на свободную землю. Образовавшуюся улицу стали просто назвать "Деревней", а само поселение своё название получило, согласно преданию, в честь народного праздника Николина неделя, в который и произошло заселение. В 1800 году землевладелец Шереметьев переселил в Никольское своих крепостных из села Ждалирово Симбирской губернии, образовав улицу Ждалировскую. В канун отмены крепостного права в деревне насчитывалось 111 дворов, 359 мужчин и 385 женщин. Имелась мельница, неподалёку проходил тракт из Донгуза в Вольск. До выхода на волю крестьяне состояли на оброке у графа Уварова (платили по 24 рубля), кроме того в последние годы часть была на барщине. После реформы 1861 года население вышло на дар, так как "земли незавидные, а платёж трудный, так и ошиблись в расчётах". В августе 1879 года в Никольском произошёл крупный пожар, истребивший до 50 домов со всем имуществом. Примерно в этот период начались застройка и заселение другого берега Алая по новому плану.
На рубеже 1880-х и 1890-х годов в деревне в 114 домохозяйствах проживали 360 мужчин и 393 женщины. С окрестными населёнными пунктами Никольское было соединено просёлочными дорогами. Весь надел был в одном участке в две версты длиной и в полторы шириной. Овражистая пашня и выгон находились на северной окраине, покос – вдоль реки за огородами, луга были рассечены озёрами, родниками и трясиной. Почвы были в основном чёрные с песком и мелким серым мягким камнем, кроме того имелись песчаные участки, суглинок и серые почвы с камнем. Мелкого леса имелось около двух десятин. Топили в деревне соломой и кизяком, а также редко и, как правило, летом дровами, которые приобретались у Уварова и Шереметьева. Строительные материалы покупали из покурлейского леса. Во дворах выкапывались колодцы, сады были мелкие, в основном с ягодой, кроме того крестьяне выращивали арбузы, капусту и огурцы. Из хлебов сеяли в основном рожь, а также пшеницу, просо и овёс. Общественное зерно нерегулярно ссыпали в два деревянных магазина. Особым источником дохода служила перепродажа в Заволжье и до Оренбурга овощных семян, которые приобретались в Камышинском уезде и южнее. В деревне имелся кабак, детей обучали редко у грамотных односельчан. Рядом располагалось имение графа Алексея Алексеевича Уварова, помимо Никольского владевшего угодьями в Камышовке, Плетьме, Усовке и Черкасском. В имении работала мельница "о пяти поставах особого заграничного устройства", перемалывавшая до 650 пудов зерна в сутки. Мельница находилась на реке Алай,  конце села. По состоянию на 2021 год от нее осталась пара столбов в воде.
Православное население было приписано к Казанской церкви села Ивановка, находившегося в двух верстах. Административно Никольское входило в Черкасскую волость Вольского уезда Саратовской губернии.
В 1910 году в деревне насчитывалось местных: 199 дворов, 541 мужчина, 569 женщин; посторонних: 3 двора, 3 мужчины, 6 женщин. К этому времени открылись две старообрядческие моленные и церковно-приходская школа. Надельной земли у крестьян было 122 десятины, купленной – 672, арендованной – 464. Половину посевов занимал подсолнечник, кроме того выращивали пшеницу и в малых количествах просо, овёс и рожь. Рабочего скота держали 231 особь, молочного – 128, гулевого – 153, мелкого – 1019. Из усовершенствованных орудий в хозяйстве использовали 40 железных плугов и 3 веялки.
После Октябрьской революции в ранний советский период Никольское было центром одноимённого сельсовета Черкасской волости. Во второй половине XX века село, оставшееся в стороне от крупных колхозных строек эпохи, входило в Николаевский сельсовет.
В настоящее время Никольское является частью Кряжимского муниципального образования. В селе проживают 34 мужчины и 37 женщин (данные переписи 2010 года). В 2003–2006 годах работала начальная школа, после закрытия которой детей перевели в среднюю школу соседней Николаевки.
В советский период функционировал клуб, где размещался бильярдный стол, стол для игр в карты, сцена и 4 ряда стульев. Отапливался он печным отоплением. Так же в клубе функционировала кинематографическая будка. Постоянной заведующей клубом и единственной его работницей являлась Рябинина Павлина Яковлевна (15.07.1938-03.10.2018). С 2005 года клуб окончательно закрыли.  Здание клуба пребывало в руинированном состоянии, в 2015 году полностью разобрали. Архивная копия от 17 августа 2021 на Wayback Machine Здание магазина так же разобрано.
На 2021 год в деревне имеется только 2 улицы - Заречная и Федора Блинова. Один раз в неделю, с заездом в деревню, ездит автобус до районного центра г. Вольск.

## География
Село находится в северо-восточной части Саратовского Правобережья, в пределах Приволжской возвышенности, на левом берегу реки Алай, на расстоянии примерно 34 километров (по прямой) к северо-западу от города Вольска. Абсолютная высота — 66 метров над уровнем моря.
Климат
Климат характеризуется как умеренно континентальный с холодной малоснежной зимой и жарким сухим летом. Среднегодовая температура воздуха — 5,1 °C. Абсолютный минимум температуры воздуха самого холодного месяца (января) составляет −43 °C; абсолютный максимум самого тёплого месяца (июля) — 39 °C. Безморозный период длится в течение 147 дней в году. Среднегодовое количество атмосферных осадков — 417 мм, из которых 230 мм выпадает в период с апреля по октябрь. Снежный покров держится в среднем 143 дня в году.
Часовой пояс
Село Никольское, как и вся Саратовская область, находится в часовой зоне МСК+1. Смещение применяемого времени относительно UTC составляет +4:00.

## Население
| 2002 | 2010 |
| ---- | ---- |
| 134  | ↘71  |

Половой состав
По данным Всероссийской переписи населения 2010 года в половой структуре населения мужчины составляли 47,9 %, женщины — соответственно 52,1 %.
Национальный состав
Согласно результатам переписи 2002 года, в национальной структуре населения русские составляли 89 % из 134 чел.
Часть населения деревни так же является кулугурами (староверы).

## Достопримечательности
В центре Никольского установлен скульптурный памятник уроженцу села, конструктору Ф. А. Блинову (25 июля 1831, Никольское, Саратовская область — 24 июня 1902, Балаково) — русский механик-самоучка, предприниматель (заводчик). По одной из версий — изобретатель первого в мире трактора на гусеничном ходу, получивший в 1879 году «привилегию» (патент) 2245 на изобретение «вагона с безконечными рельсами, для перевозки грузов».
На пригорке за северной окраиной села сохранилось дореволюционное здание бывшей приходской школы, по состоянию на 2021 год здание восстановлено и функционирует как охотничий домик (частное владение).

## Известные личности
В Никольском родился изобретатель первого в мире трактора на гусеничном ходу Фёдор Абрамович Блинов.